# 伊朗共产党库尔德斯坦组织
伊朗共产党库尔德斯坦组织，通称科马拉（Komełe），是非法的伊朗共产党在伊朗库尔德斯坦的分支。该组织的第一书记兼发言人是易卜拉欣·阿里扎德。2001年—2008年，该组织约有200名成员。
该组织的前身是独立政党“伊朗库尔德斯坦革命劳动者协会”，简称“科马拉”，于1969年在德黑兰成立，分裂自伊朗库尔德斯坦民主党。
1979年伊朗伊斯兰革命发生后，科马拉在伊朗库尔德斯坦开展武装活动。1983年，科马拉与共产主义战斗者联盟合并为伊朗共产党，科马拉成为该党在伊朗库尔德斯坦的分支，但仍继续使用“科马拉”这一名称。从1984年起，科马拉与伊朗库尔德斯坦民主党发生长达4年的武装冲突，造成人员伤亡和党内动荡。两伊战争结束后，该组织转移至伊拉克境内活动，并得到萨达姆·侯赛因和伊拉克复兴党政权的支持。萨达姆为该组织提供资金、后勤支持和武器。1991年后，该组织在伊拉克库尔德斯坦找到更安全的避难所，将总部设在伊拉克库尔德斯坦的兹尔格韦兹。
2000年，以阿卜杜拉·莫赫塔迪为首的倾向于库尔德民族主义的一派同以该党领袖易卜拉欣·阿里扎德为首的坚持共产主义的一派发生意见分歧，导致该组织分裂，阿卜杜拉·莫赫塔迪派另行组建伊朗库尔德斯坦科马拉党。